# Дело (группа компаний)
Группа компаний «Дело» — крупнейший в России транспортно-логистический холдинг, управляющий морскими контейнерными и глубоководными зерновыми терминалами в Азово-Черноморском, Балтийском и Дальневосточном бассейнах, сетью железнодорожных контейнерных терминалов, парком контейнеров и фитинговых платформ. Головной компанией группы является ООО «УК «Дело».
ГК «Дело» объединяет более 30 компаний. В стивидорное направление бизнеса входят холдинг «ДелоПортс» и «Глобал Портс». Транспортно-логистическое направление составляют мультимодальный интегратор услуг «Рускон» и железнодорожный контейнерный оператор «ТрансКонтейнер». Судоходное направление представляет одна из крупнейших судоходных компаний России SASCO (СахМП, ПАО «Сахалинское морское пароходство»), ИТ-интегратором ГК «Дело» является компания «ДелоТех».

## История
В 1993 году в Новороссийске Сергей Шишкарёв основал экспедиторскую компанию «Дело» — первое предприятие ГК «Дело». Компания стала первым крупным частным оператором Новороссийского морского порта и основным транспортным агентом, который обеспечивал более половины всех экспедиторских услуг.
С 2002 года в Юго-Восточном грузовом районе порта Новороссийска строится с нуля на собственные и привлечённые средства ГК «Дело» специализированный контейнерный терминал ООО «НУТЭП». В 2004 году терминал запущен в эксплуатацию, на нём обработан первый контейнеровоз. В 2019 году на территории ООО «НУТЭП» введён в эксплуатацию уникальный для юга России глубоководный причал — № 38, который способен принимать океанские контейнеровозы до 10 тыс. TEU. Пропускная способность терминала достигла 700 тыс. TEU.
В 2007 году ГК «Дело» приобретает прилегающий к НУТЭП ОАО «Комбинат «СтройКомплект» для строительства современного зернового терминала (ЗАО «Зерновой терминал «КСК»). В 2012 году запущена первая очередь зернового терминала КСК, его мощность составляет 2 млн тонн зерна в год. В 2013 году введена в эксплуатацию вторая очередь, мощности терминала выросли до 3,5 млн тонн в год. В 2021 году на зерновом терминале АО «КСК» введён в эксплуатацию глубоководный зерновой причал № 40А, который позволил начать обработку судов дедвейтом 100 тыс. тонн, пропускная способность терминала достигает 6 млн тонн.
В 2016 году создана управляющая компания «Дело» (ООО «УК «Дело»). В 2018 году ГК «Дело» приобретает 30,75 % акций крупнейшего в России оператора контейнерных терминалов Глобал Портс. В 2022 году выкупает у Maersk ещё 30,75 % акций, доля увеличена до 61,5 %. В 2024 году после выкупа акций и депозитарных расписок миноритариев группа консолидировала 91,25 % акций оператора. В 2024 году компания Глобал Портс завершила процедуру редомициляции в юрисдикцию РФ.
В 2019 году ГК «Дело» становится победителем аукциона по приобретению 50 % плюс две акции ПАО «ТрансКонтейнер», в 2020 году консолидирует 100 % акций компании.
В 2022 году ГК «Дело» приобретает 58,67 % акций одной из крупнейших судоходных компаний России — Сахалинского морского пароходства. В 2022 году на границе между Россией и Китаем, ПАО «ТрансКонтейнер» в 2 раза увеличивает пропуск контейнерных поездов с импортом.
В 2022 году создана компания «ДелоТех» — стратегический ИТ-интегратор ГК «Дело». В 2023 году ГК «Дело» консолидирует ИТ-активы на базе «ДелоТех», стратегической целью ИТ-интегратора является наращивание экспертизы группы в области цифровизации контейнерной логистики и реализация потенциала активов с использованием информационных технологий. Компания участвует в создании национальной цифровой транспортно-логистическая платформы.

## Собственники и руководство
До декабря 2019 года владельцем 100% акций ГК «Дело» являлся её основатель Сергей Шишкарёв. 
В 2019 году 30% акций перешли к дочерней структуре «Росатома» — «Атомэнергопрому». В августе 2022 года «Атомэнергопром» увеличил долю в ГК «Дело» до 49%.
В декабре 2024 года 1% акций группы выкупила структура, связанная с «Трансмашхолдингом», Сергей Шишкарёв перестал быть контролирующим акционером компании, за ним осталось 50% акций.
Председателем совета директоров является Сергей Шишкарёв.
С января 2025 года генеральным директором УК «Дело» является Алексей Лебедев.

## Активы

### Стивидорное направление

##### «ДелоПортс»
В структуру активов «ДелоПортс» входят контейнерный терминал «НУТЭП», зерновой терминал «КСК» и Сервисная компания «Дело».
НУТЭП — контейнерный терминал, осуществляющий перевалку контейнерных, генеральных и Ро-Ро грузов в порту Новороссийска, принимающий суда океанского класса до 10 тыс. TEU. Его пропускная способность составляет 700 тыс. TEU. В 2024 году в рамках программы наращивания мощностей контейнерного терминала НУТЭП в Новороссийске ДелоПортс приступил к реконструкции глубоководного причала №38, что позволит увеличить пропускную способность терминала.
КСК — лидер по объёму перевалки зерна в Азово-Черноморском бассейне по итогам зернового сезона 2023/2024. По итогам 2024 года обеспечил перевалку рекордных для России 10,3 млн тонн зерна. Расположен в Юго-Восточном районе морского порта Новороссийска. Помимо насыпных терминал осуществляет перевалку генеральных и Ро-Ро грузов. Пропускная способность терминала составляет 10,5 млн тонн в год.
Сервисная компания «Дело» предоставляет услуги буксировки судов в порту Новороссийска с использованием новых буксиров современной конструкции с лучшими ходовыми и маневренными характеристиками. Собственный флот состоит из 6 буксиров ASD Tug 2310. Кроме того, СК «Дело» оказывает услуги по агентированию и бункеровке судов в порту Новороссийска.

#### Глобал Портс
В структуру Глобал Портс, лидера российского рынка морской перевалки контейнеров, входят «Первый контейнерный терминал», «Петролеспорт» и терминал «Моби Дик» в Большом порту Санкт-Петербурга, «Усть-Лужский контейнерный терминал» в порту Усть-Луга, дальневосточный терминал в порту Восточный в Приморском крае, тыловой терминал «Логистический парк «Янино» под Санкт-Петербургом и контейнерные терминалы MLT-Helsinki и MLT-Kotka в финских Хельсинки и Котке.
Общая мощность морских контейнерных терминалов Глобал Портс составляет 3,1 млн TEU в год. Консолидированная перевалка контейнеров морскими терминалами компании в 2024 году составила 1,152 млн TEU, оборот навалочных грузов — 6,6 млн тонн.

### Транспортно-логистическое направление

#### «ТрансКонтейнер»
ПАО «ТрансКонтейнер» является одним из лидеров контейнерной железнодорожной логистики в Евразии и оказывает полный спектр транспортно-логистических услуг в интеграции с активами ГК «Дело». Компания обеспечивает около половины перевозки грузов в контейнерах в РФ, управляет 38 терминалами в России и 89 офисами продаж. Вместимость контейнерного парка составляет 219 тыс. TEU. Парк фитинговых платформ насчитывает 41 тыс. единиц.

#### «Рускон»
«Рускон» — мультимодальный интегратор услуг ГК «Дело». «Рускон» предлагает решения для доставки грузов в регионы России через порты Новороссийска, Санкт-Петербурга, Находки, Владивостока и сухопутные пограничные переходы. Компании принадлежит 6 наземных терминалов, 12 региональных офисов и 3 офиса за рубежом.

### Судоходное направление
Сахалинское морское пароходство (официально — публичное акционерное общество «Сахалинское морское пароходство», Sakhalin Shipping Company, сокращённо — ПАО «СахМП», SASCO) — одна из крупнейших судоходных компаний России, расположена в городе Холмске Сахалинской области.
Флот компании состоит из 12 судов, среди которых:
- 8 универсальных и специализированных контейнерных судов. Перевозка контейнерных, генеральных и навалочных грузов.

- 3 дизель-электрохода типа «Сахалин». Перевозка пассажиров, вагонов, грузового и легкового автотранспорта.
- 1 буксир

## Спонсорство и социальная ответственность
Структуры ГК «Дело» вовлечены в благотворительную и спонсорскую деятельность в ключевых регионах присутствия — в Краснодарском крае, на Дальнем Востоке, в Москве, Санкт-Петербурге и других регионах.
ГК «Дело» участвовала в финансировании памятного знака  «Портовикам Новороссийска», установленного на набережной Адмирала Серебрякова рядом с территорией порта. Открытие было приурочено к 180-летию Новороссийска, 75-летию освобождения города в годы Великой Отечественной войны и 45-летию присвоения ему звания города-героя.
В сентябре 2022 года в Забайкальске, где расположен крупнейший на границе между Россией и Китаем контейнерный терминал, при поддержке группы для местных жителей открыта спортивная площадка, установлена въездная стела, главным элементом которой является даурский журавль — символ Забайкальска.

### Спорт
С 2015 года ГК «Дело» является спонсором Федерации гандбола России и поддерживает развитие гандбола в российских регионах. Компании Группы являются спонсорами мужского и женского гандбольных клубов ЦСКА, женских гандбольных клубов «Кубань» и «Черноморочка», мужского гандбольного клуба «Зилант».  Группа также выступает спонсором женского волейбольного клуба «Динамо-Анапа».
В феврале 2019 года ГК «Дело» стала титульным спонсором Женской лиги чемпионов ЕГФ (Women’s EHF Champions League). Соглашение о партнёрстве было заключено на сезоны 2019/2020 и 2020/2021, в рамках соглашения турнир получил название DELO Women’s EHF Champions League, а финал — DELO Women’s EHF FINAL4. ГК «Дело» стала первым титульным спонсором в истории женской гандбольной лиги.
С 2022 года группа является спонсором новороссийского футбольного клуба «Черноморец».
В 2022 году российские федерации гандбола и регби объявили о подписании соглашения о сотрудничестве. В рамках соглашения планируется построить спортивный центр в районе Фили, включающий универсальную арену для гандбола и других зальных видов спорта на 5 тыс. мест. «Это будет своеобразный спортивный кластер, где базовым видом должен стать гандбол», — говорил Сергей Шишкарёв.

### Демография
С 2022 года ГК «Дело» реализует корпоративную программу по повышению рождаемости, поддержке материнства и детства. В 2023 году действие корпоративной программы было распространено на все активы группы. В декабре 2024 года председатель совета директоров ГК «Дело» Сергей Шишкарёв на заседании Госсовета по вопросам поддержки семей под председательством президента России докладывал о реализации программы поддержки рождаемости, реализуемой в группе.